# 逮捕令 (動畫)
《逮捕令》為根據藤島康介原作的日本漫畫作品《逮捕令》改編的動畫系列。

## 概要
一開始是在1994年以OVA的方式發行，之後分別在1996年至1997年、2001年、2007年至2008年播出3季的電視動畫，全部都在TBS電視網播放，動畫製作皆由STUDIO DEEN承包。1999年上映劇場版動畫。

## 全系列共同製作人員
- 原作：藤島康介（講談社刊「Party KC」所載、「Afternoon KCDX」揭載、講談社漫畫文庫「Afternoon」所載）
- 人物設定：中嶋敦子
- 機械設定：村田俊治（現別名：村田峻治）
- 音響設定：山田稔
- 動畫製作：STUDIO DEEN

### 動畫特徴
因《逮捕令》動畫的製作公司與一部份的製作人員和《機動警察》OVA版相同，所以在初期會可以看到有機動警察的濃厚畫風。特別的是劇場版的故事是以像機動警察般展開而引發話題。

### 香港播出的主題曲
「皇家雙妹嘜」
作詞：胡人，作曲、編曲：丁偉斌，主唱：歐倩怡

## 登場人物、配音員
除了主要人物的配音員之外，其他角色的配音員在OVA或電視動畫有所不同（以『1st SEASON』時期和『SECOND SEASON』之後時期為基準）。
| 角色                         | 配音員                                                     | 配音員                                                  | 配音員         |
| 角色                         | 日本                                                       | 香港                                                    | 台灣           |
| ---------------------------- | ---------------------------------------------------------- | ------------------------------------------------------- | -------------- |
| 辻本夏實（木本夏實／過本夏實） | 玉川紗己子                                                 | 鄭麗麗                                                  | 呂佩玉         |
| 小早川美幸                   | 平松晶子                                                   | 陸惠玲                                                  | 賀世芳         |
| 二階堂賴子                   | 小櫻悅子                                                   | 林元春                                                  | 王中璇 →林佑俽 |
| 葵雙葉                       | 松本梨香                                                   | 盧素娟（第1-2期） 謝潔貞（第3期） 曾佩儀（第3期代配）   | 于正昌         |
| 中嶋劍                       | 島田敏                                                     | 林保全                                                  |                |
| 課長                         | 政宗一成                                                   | 陳永信                                                  |                |
| 東海林將司                   | 關智一                                                     | 招世亮                                                  |                |
| 佐賀沙織                     | 丹下櫻（第1期） 飯塚雅弓（第2期之後）                      | 梁少霞（第1期） 沈小蘭（第1期代配） 曾秀清（第2期之後） |                |
| 相模大野千惠                 | 根谷美智子                                                 | 黃麗芳（第1期） 陳凱婷（第2期）                         |                |
| 好球男                       | 堀秀行                                                     | 招世亮（第1-2期） 梁志達（第3期）                       |                |
| 綿羊大嬸                     | 鯨                                                         | 袁淑珍（第1-2期） 黃鳳英（第2期代配） 蔡惠萍（第3期）   |                |
| 中嶋大丸                     | 青野武                                                     | 張炳強（第1-2期） 朱子聰（第3期）                       |                |
| 中嶋瀨奈（若林瀨奈）         | 小西寬子 折笠富美子（第2期之後）                           | 黃麗芳（第1-2期） 程文意（第3期）                       |                |
| FOX和尚                      | 有本欽隆                                                   | 林國雄（OVA） 招世亮 陳欣（第1期代配以及第2期）         |                |
| 德野警部                     | 澤木郁也                                                   | 陳欣                                                    |                |
| 金子留理子                   | 嶋崎遙香（第1期～第2期） 小野涼子 等（第3期）              |                                                         |                |
| 遠藤祐香                     | 大野麻里奈 →早坂慶 或 高本惠                               |                                                         |                |
| 林綾音                       | 茂呂田薰 →長澤美樹 →萩原惠美子                             |                                                         |                |
| 田中夏代                     | 大原沙耶香（劇場版） 高橋美佳子（第2期）                   |                                                         |                |
| 優太/祐太（園童3人組）       | 大瀧之弘 →高崎慶佑（第2期） →島田達矢（第3期）             | 盧素娟（OVA） 蔡惠萍 黃麗芳                             |                |
| 正太/正志（園童3人組）       | 入野自由（第1期、OVA） →秋山拓也（第2期） →橫溝巧（第3期） | 沈小蘭（OVA） 區瑞華 張頌欣                             |                |
| 美寶/真穗（園童3人組）       | 須藤祐實 →坂口杏奈（第2期） →本池友香（第3期）             | 黃麗芳（OVA） 梁少霞 沈小蘭                             |                |
| 本田敏郎                     | 光岡湧太郎                                                 | 潘文柏 梁偉德（代配）                                   |                |
| 本田惠                       | 齋藤彩夏                                                   | 陳凱婷                                                  |                |
| 蟻塚貴男                     | 渡部猛                                                     | 張炳強                                                  |                |
| 木下薰子                     | 榊原良子                                                   | 沈小蘭                                                  |                |

## OVA
《逮捕令》。1994年9月24日至1995年11月25日發行。全4話。此作是電視動畫播出前的OVA動畫作品。
還有1995年2月，曾發行經墨東署公認的FILE.2和FILE.3劇中出現的動畫歌曲FILE2 1/2「歌」。另外，當時FILE.1（第1卷）因為發行之後就立即獲得廣大迴響，於是製作團隊突然決定企劃製作高品質的續篇回饋給粉絲，結果FILE.2（第2卷）無法趕在原本預定的日期發售，因此有發售日期延後的經歷。
此外，該作還曾經出過主角辻本夏實的聲優玉川紗己子、小早川美幸的聲優平松晶子2人打扮成女警和角色好球男共3人互演的音樂錄影帶，但沒有錄製成DVD再次發行。
此時期動畫的畫風讓原作者藤島康介因為自己的畫風有明顯的進步而受到肯定。可是動畫製作團隊為了要求整套動畫的畫風一致，因此是以原作單行本4、5冊時期的畫風為基礎。

### 製作人員（OVA）
- 導演：古橋一浩
- 總作畫監督：中嶋敦子
- 美術：加藤浩（日语：加藤浩）
- 色彩指定：石井健一
- 攝影監督：吉田光伸
- 剪輯：森田清次
- 音樂：大谷幸
- 音響作曲：淺梨直子（日语：浅梨なおこ）（FILE.1－FILE.3）→音響監督：鶴岡陽太（FILE.4）
- 製作人：水尾芳正、渡邊繁、勢直樹、長谷川洋
- 製作：講談社、萬代影視、丸紅

### 主題歌（OVA）
片頭曲
作詞：橫山武，作曲：小路隆，編曲：米光亮，主唱：Tokyo Police Woman Duo（本夏實（CV：玉川紗己子）、小早川美幸（CV：平松晶子））
片尾曲
作詞：真名杏樹，作曲：小路隆，編曲：米光亮，主唱：Tokyo Police Woman Duo（辻本夏實（CV：玉川紗己子）、小早川美幸（CV：平松晶子））

### 各話列表（OVA）
| 話數   | 日文標題           | 中文標題         | 編劇       | 分鏡     | 演出     | 作畫監督 |
| ------ | ------------------ | ---------------- | ---------- | -------- | -------- | -------- |
| FILE.1 |                    | 然後兩人初次碰頭 | 島田滿     | 古橋一浩 | 古橋一浩 | 松竹德幸 |
| FILE.2 |                    | 東京的颱風       | 橫手美智子 | 古橋一浩 | 古橋一浩 | 松本憲生 |
| FILE.3 |                    | 戀愛Highway Stop | 橫手美智子 | 古橋一浩 | 古橋一浩 | 松竹德幸 |
| FILE.4 | on the road, AGAIN | 在路上，再次     | 橫手美智子 | 古橋一浩 | 古橋一浩 | 山田誠   |

## 電視動畫

### 第1期
《逮捕令》。1996年10月至1997年9月每週六下午17時30分在TBS首播，全51話。其中，第1－4話是OVA的再剪輯內容。第5話之後才是電視動畫的新作內容。因此該作是在1990年代的動畫中，少數承接OVA集數的電視動畫。
該作動畫播出之後原定播出時間為半年，但在受到好評之下播出決定延長為1年。

#### 製作人員（第1期）
- 導演：渡邊浩、西村純二
- 劇本統籌：渡邊浩
- 特別人物設定：松竹德幸（日语：松竹徳幸）
- 美術監督：中村光毅（日语：中村光毅）
- 色彩指定：
- 攝影監督：吉田光伸
- 剪輯：坂本雅紀
- 音響監督：鶴岡陽太
- 音樂：岩崎文紀（日语：岩崎文紀）、大谷幸
- 製作人：源生哲雄、福本博之、野口和紀
- 製作：TBS、講談社

#### 主題歌（第1期）
片頭曲
（第5－25話）
作詞：濱崎貴司，作曲、編曲、主唱：FLYING KIDS
「LOVE SOMEBODY」（第26－51話）
作詞：橫山武，作曲、作曲：H∧L，主唱：福井麻利子
片尾曲
「Thank you, love」（第5－25話）
作詞、主唱：寺田惠子，作曲：柿島伸次，編曲：渡邊格
（第26－51話）
作詞、作曲、主唱：白井貴子，編曲：白井貴子、River of Dreams
插入歌
（第17話）
作詞：橫山武，作曲：小路隆，編曲：米光亮，主唱：Tokyo Police Woman Duo（本夏實（CV：玉川紗己子）、小早川美幸（CV：平松晶子））

#### 各話標題
| 話數    | 日文標題 | 中文標題                       | 編劇       | 分鏡       | 演出     | 作畫監督          | 首播日期       |
| ------- | -------- | ------------------------------ | ---------- | ---------- | -------- | ----------------- | -------------- |
| FILE.5  |          | 美麗的人兒，你的名字叫做葵     | 橫手美智子 | 江上潔     | 江上潔   | 佐佐木一浩        | 1996年 11月2日 |
| FILE.6  |          | 恐怖的閻羅王，蟻塚警視正       | 時村尚     | 森健       | 則座誠   | 德田夢之介        | 11月9日        |
| FILE.7  |          | 正義使者？怪傑好球男！         | 隅澤克之   | 日色如夏   | 日色如夏 | 佐佐木一浩        | 11月16日       |
| FILE.8  |          | 幸運賴子的大決鬥！             | 阪口和久   | 橫山廣行   | 橫山廣行 | 村中博美          | 11月23日       |
| FILE.9  |          | 困惑的三角戀情？               | 面出明美   | 福本潔     | 上田茂   | 德田夢之介        | 11月30日       |
| FILE.10 |          | 完全無敵的輕型機車大嬸         | 橫手美智子 | 江上潔     | 江上潔   | 門智昭            | 12月7日        |
| FILE.11 |          | 聖誕老公公大危機               | 面出明美   | 近藤信宏   | 竹下健一 | 青木康浩          | 12月14日       |
| FILE.12 |          | 我想當女警                     | 橫手美智子 | 日色如夏   | 日色如夏 | 村中博美          | 12月21日       |
| FILE.13 |          | 女警溫泉蒸氣大騷動             | 時村尚     | 則座誠     | 則座誠   | 佐佐木一浩        | 12月28日       |
| FILE.14 |          | 饅頭好可怕！夏實的大江戶大作戰 | 橫手美智子 | 森健       | 上田茂   | 德田夢之介        | 1997年 1月4日  |
| FILE.15 |          | 一決勝負！相模大野千惠再襲     | 阪口和久   | 橫山廣行   | 橫山廣行 | 門智昭            | 1月11日        |
| FILE.16 |          | 神秘!? 兩個中嶋                | 隅澤克之   | 近藤信宏   | 上田茂   | 中谷誠一          | 1月18日        |
| FILE.17 |          | 我媽媽是20歲的少女             | 面出明美   | 日色如夏   | 日色如夏 | 德田夢之介        | 1月25日        |
| FILE.18 |          | 游擊！好球少女隊               | 隅澤克之   | 江上潔     | 江上潔   | 佐佐木一浩        | 2月1日         |
| FILE.19 |          | 夢的碎片，傳說中的技師         | 時村尚     | 近藤信宏   | 竹下健一 | 青木康浩 渡邊浩   | 2月8日         |
| FILE.20 |          | 奮戰吧！交通戰隊OB三人組       | 阪口和久   | 地井武藏   | 則座誠   | 門智昭            | 2月15日        |
| FILE.21 |          | 銀行強盜對策指南               | 橫手美智子 | 近藤信宏   | 橫山廣行 | 吉本拓二          | 2月22日        |
| FILE.22 |          | 二階堂賴子的假日               | 渡邊桂子   | 渡邊浩     | 則座誠   | 佐佐木一浩        | 3月1日         |
| FILE.23 |          | 紅地毯開滿花兒                 | 時村尚     | 近藤信宏   | 上田茂   | 門智昭            | 3月8日         |
| FILE.24 |          | 小葵是白玫瑰                   | 時村尚     | 垂永士     | 日色如夏 | 德田夢之介        | 3月15日        |
| FILE.25 |          | 好球男，跑啊跑啊               | 阪口和久   | 近藤信宏   | 杉島邦久 | 江原仁            | 3月22日        |
| FILE.26 |          | 紅色禮服與危險尖刀             | 面出明美   | 小華和為雄 | 則座誠   | 吉本拓二          | 4月5日         |
| FILE.27 |          | 汽車駕駛學校課程ABC            | 時村尚     | 近藤信宏   | 橫山廣行 | 佐佐木一浩        | 4月12日        |
| FILE.28 |          | 追捕怪盜704號                  | 渡辺桂子   | 小華和為雄 | 菱川直樹 | 門智昭            | 4月19日        |
| FILE.29 |          | 競敵出現，晨曉的賽車           | 面出明美   | 森健       | 則座誠   | 德田夢之介 江原仁 | 4月26日        |
| FILE.30 |          | 心愛的理子永別了               | 橫手美智子 | 渡邊純央   | 日色如夏 | 吉本拓二          | 5月3日         |
| FILE.31 |          | 零下40度的決鬥                 | 植田浩二   | 西村純二   | 守岡博   | 佐藤和己          | 5月10日        |
| FILE.32 |          | 出發！夏實的超級機車           | 山口亮太   | 清水明     | 清水明   | 小島正士          | 5月17日        |
| FILE.33 |          | 呀～！偶像包圍網               | 十川誠志   | 垂永士     | 垂永士   | 佐佐木一浩        | 5月24日        |
| FILE.34 |          | 離地面250米的休假              | 十川誠志   | 西村純二   | 橫山廣行 | 門智昭            | 5月31日        |
| FILE.35 |          | 地上250米的友情                | 十川誠志   | 守岡博     | 佐藤和己 | 中嶋敦子          | 6月7日         |
| FILE.36 |          | 迷路的小貓                     | 渡邊桂子   | 竹下健一   | 竹下健一 | 小島正士          | 6月14日        |
| FILE.37 |          | 特急山手線事件                 | 隅澤克之   | 渡邊純央   | 日色如夏 | 吉本拓二          | 6月21日        |
| FILE.38 |          | 那個男人，東海林將司           | 橫手美智子 | 西村純二   | 清水明   | 門智昭            | 6月28日        |
| FILE.39 |          | 嗚呼！青春的沙灘排球男         | 植田浩二   | 森健       | 橫山廣行 | 中嶋敦子          | 7月5日         |
| FILE.40 |          | 危險的約會2X3                  | 面出明美   | 渡邊純央   | 則座誠   | 數井浩子 齋藤哲人 | 7月12日        |
| FILE.41 |          | 旋轉吧！火焰警示燈【前篇】     | 十川誠志   | 西村純二   | 守岡博   | 佐藤和己          | 7月19日        |
| FILE.42 |          | 旋轉吧！火焰警示燈【後篇】     | 十川誠志   | 四阿藏志   | 日色如夏 | 水口桂            | 7月26日        |
| FILE.43 |          | 墨東署的醜聞                   | 十川誠志   | 西村純二   | 橫山廣行 | 吉本拓二          | 8月2日         |
| FILE.44 |          | 墨東百物語                     | 山口亮太   | 森健       | 清水明   | 小島正士          | 8月9日         |
| FILE.45 |          | 夏日…傍晚的二人                | 面出明美   | 西村純二   | 則座誠   | 門智昭            | 8月16日        |
| FILE.46 |          | 東海林奮鬥記                   | 橫手美智子 | 四阿藏志   | 守岡博   | 佐藤和己          | 8月23日        |
| FILE.47 |          | 期限                           | 植田浩二   | 白旗伸朗   | 清水明   | 佐佐木一浩        | 8月30日        |
| FILE.48 |          | 夏天結束了                     | 橫手美智子 | 西村純二   | 橫山廣行 | 齋藤哲人          | 9月6日         |
| FILE.49 |          | 墨東署搜索線，木下薰子就任     | 面出明美   | 渡邊純央   | 則座誠   | 吉本拓二          | 9月13日        |
| FILE.50 |          | 墨東署搜索線，每個人的明天     | 山口亮太   | 四阿藏志   | 清水明   | 小島正士          | 9月20日        |
| FILE.51 |          | 墨東署搜索線，最佳拍檔         | 時村尚     | 西村純二   | 守岡博   | 佐藤和己          | 9月27日        |

### 特別篇1
《逮捕令 Special》。1999年3月至4月在『Wonderful』時段以短篇動畫的方式首播。全21話。之後在該作在同年5月15日至5月29日於TBS的旗下關係企業每日放送『Anime Shower』時段再放送。
此作是《逮捕令》系列的最後一部用賽路片製作的動畫，因為該作是相互使用賽路片和電腦繪製的動畫，所以也是採電腦上色之前過度時期的作品。
在播出集數方面，從FILE.1.1到FILE.5.4是以每集約7分鐘的短篇動畫湊成通常30分鐘的電視動畫形式播出。
還有，在電視動畫版登場的幼稚園園童因為在該作沒有出場、相反的則是強化了成人動畫的要素，所以並未能電視上正常在播放。但是，只有FILE.6後來有在「TBS春假動畫節期」時段才以片長30分鐘的內容第一次正常在電視上播出。

#### 製作人員（特別篇1）
- 導演：西村純二
- 特別人物設定：外崎春雄
- 美術監督：加藤浩（日语：加藤浩）
- 色彩指定：松本真司
- 攝影監督：吉田光伸
- 剪輯：森田清次
- 音響監督：鶴岡陽太
- 音樂：岩崎文紀（日语：岩崎文紀）、大谷幸
- 製作人：落合芳行、源生哲雄
- 協力製作：萬代影視、STUDIO DEEN
- 製作：TBS

#### 主題歌（特別篇1）
片頭曲「BRAND NEW DAY」
作詞：松崎祐子，作曲、編曲：原一博，主唱：福井麻利子
片尾曲「Yell ～～」
作詞、作曲：澤田聖子，編曲：上杉洋，主唱：emiko

#### 各話列表（特別篇1）
| 話數     | 日文標題 | 中文標題               | 編劇       | 分鏡     | 演出     | 作畫監督        |
| -------- | -------- | ---------------------- | ---------- | -------- | -------- | --------------- |
| FILE.1.1 |          | 不要打破違反的車票！   | 西村純二   | 西村純二 | 橫山廣行 | 外崎春雄        |
| FILE.1.2 |          | 流暢的交通安全講習會   | 植田浩二   | 橫田和   | 橫山廣行 | 外崎春雄        |
| FILE.1.3 |          | 突然走火               | 植田浩二   | 鮑柏白旗 | 橫山廣行 | 笠原彰          |
| FILE.1.4 |          | 惱羞成怒，滑鼠to滑鼠   | 西村純二   | 井硲清高 | 橫山廣行 | 外崎春雄        |
| FILE.2.1 |          | 滑順內褲收集者         | 橫手美智子 | 橫田和   | 清水明   | 畑良子          |
| FILE.2.2 |          | 捉住天使               | 富岡淳廣   | 鮑柏白旗 | 清水明   | 畑良子          |
| FILE.2.3 |          | 恐怖之夜               | 植田浩二   | 松下之宏 | 清水明   | 高橋和德        |
| FILE.2.4 |          | 喜歡冒險               | 橫手美智子 | 近藤信宏 | 清水明   | 高橋和德        |
| FILE.3.1 |          | 好想要找到             | 植田浩二   | 近藤信宏 | 則座誠   | 河南正昭        |
| FILE.3.2 |          | 鬱金香餐廳             | 富岡淳廣   | 井硲清高 | 則座誠   | 河南正昭        |
| FILE.3.3 |          | 華麗的對決             | 富岡淳廣   | 西村純二 | 則座誠   | 河南正昭        |
| FILE.3.4 |          | 背包之戰               | 植田浩二   | 川瀨敏文 | 牛草健   | 服部憲知        |
| FILE.4.1 |          | 藏在天堂的一萬元       | 植田浩二   | 松下之宏 | 則座誠   | 河南正昭        |
| FILE.4.2 |          | 奇異！有裸女遊蕩的隧道 | 富岡淳廣   | 近藤信宏 | 越智浩仁 | 井上哲          |
| FILE.4.3 |          | 抱住混凝土             | 植田浩二   | 鮑柏白旗 | 越智浩仁 | 笠原彰          |
| FILE.4.4 |          | 春晚之夢               | 富岡淳廣   | 越智浩仁 | 越智浩仁 | 井上哲          |
| FILE.5.1 |          | 便利商店恐慌           | 西村純二   | 松下之宏 | 清水明   | 高橋和德        |
| FILE.5.2 |          | 火炎的銀色追逐者       | 植田浩二   | 井硲清高 | 清水明   | 高橋和德        |
| FILE.5.3 |          | 這個心動時分           | 植田浩二   | 橫田和   | 橫山廣行 | 外崎春雄        |
| FILE.5.4 |          | 開始動作了             | 富岡淳廣   | 西村純二 | 橫山廣行 | 外崎春雄        |
| FILE.6   |          | 海邊交通引導           | 植田浩二   | 山口武志 | 山口武志 | 箕輪悟 外崎春雄 |

#### 播放電視台（特別篇1）
詳細內容請參照「Wonderful (電視節目)#節目播放時間與系列局的電視網狀況」 （日語）的頁面。

### 第2期
《逮捕令 SECOND SEASON》。2001年4月至9月在TBS電視網、CS放送首播。全26話。該季的製作局是TBS電視網第一次和旗下電視網MBS和CBC這3家電視網共同製作。
該季是《逮捕令》動畫系列的第一次全面採電腦上色。背景音樂亦延續使用第1期的版本，並讓次要配角的戲份追加以在這季中更活躍。還有，故事則是接續第1期的設定。
製作人員方面，大多為前作『OVA』版『Special』的工作人員。此外從這季開始，主角夏實的眼睛顏色則是從紫色改成綠色、美幸的眼睛顏色則是從青色改成紫色。

#### 製作人員（第2期）
- 導演：河本昇悟
- 劇本統籌：橫手美智子
- 美術監督：阿久津美千代
- 色彩指定：
- 攝影監督：近藤慎與
- 剪輯：坂本雅紀
- 音響監督：鶴岡陽太
- 音樂：岩崎文紀（日语：岩崎文紀）、大谷幸
- 製作人：河野聰、野口和紀
- 製作：TBS、逮捕令製作委員會（MBS、CBC等）

#### 主題歌（第2期）
片頭曲「Starting UP」
作詞、主唱：松田樹利亞，作曲：原一博，編曲：渡邊未來
片尾曲「Blooming Days」
作詞、作曲、編曲、主唱：白井貴子

#### 各話列表（第2期）
| 話數    | 日文標題 | 中文標題                       | 編劇       | 分鏡     | 演出     | 作畫監督                   | 首播日期      |
| ------- | -------- | ------------------------------ | ---------- | -------- | -------- | -------------------------- | ------------- |
| FILE.1  |          | 前往墨東署交通課報到！         | 橫手美智子 | 河本昇悟 | 清水明   | 中嶋敦子                   | 2001年 4月7日 |
| FILE.2  |          | 聯誼的勝利方程式               | 山口亮太   | 近藤信宏 | 吉田俊司 | 佐藤和己                   | 4月14日       |
| FILE.3  |          | 東京野獸圍捕警網               | 田中哲生   | 佐藤照雄 | 佐藤照雄 | 河南正昭                   | 4月21日       |
| FILE.4  |          | 全天候高科技警察               | 玉井豪     | 近藤信宏 | 淺川智裕 | 渡邊伸弘                   | 4月28日       |
| FILE.5  |          | 追緝幽靈盜竊集團               | 面出明美   | 齋藤哲人 | 則座誠   | 齋藤哲人                   | 5月5日        |
| FILE.6  |          | 獨家！狂飆的愛情               | 佐藤卓哉   | 近藤信宏 | 清水明   | 深澤學                     | 5月12日       |
| FILE.7  |          | 再次出現的好球男！             | 田中哲生   | 吉田俊司 | 吉田俊司 | 齊木                       | 5月19日       |
| FILE.8  |          | 兩人的旋轉咖啡杯               | 面出明美   | 佐藤照雄 | 佐藤照雄 | 河南正昭                   | 5月26日       |
| FILE.9  |          | 女人的戰爭！對手再次出現!!     | 山口亮太   | 吉田俊司 | 淺川智裕 | 渡邊伸弘                   | 6月2日        |
| FILE.10 |          | 親情                           | 橫手美智子 | 河本昇悟 | 則座誠   | 德田夢之介                 | 6月9日        |
| FILE.11 |          | 墨東危機！前篇                 | 田中哲生   | 近藤信宏 | 清水明   | 深澤學                     | 6月16日       |
| FILE.12 |          | 墨東危機！後篇                 | 田中哲生   | 近藤信宏 | 吉田俊司 | 齊木                       | 6月23日       |
| FILE.13 |          | 真假警察                       | 玉井☆豪    | 吉田俊司 | 佐藤照雄 | 河南正昭                   | 6月30日       |
| FILE.14 |          | 迷茫的愛情                     | 佐藤卓哉   | 近藤信宏 | 淺川智裕 | 渡邊伸弘                   | 7月7日        |
| FILE.15 |          | 鮮明的回憶                     | 面出明美   | 佐藤照雄 | 則座誠   | 德田夢之介                 | 7月14日       |
| FILE 16 |          | 正確的電子郵件交友法 | 山口亮太   | 加藤敏幸 | 清水明   | 波風立流                   | 7月21日       |
| FILE.17 |          | 夏夜的詛咒                     | 玉井☆豪    | 吉田俊司 | 吉田俊司 | 深澤學                     | 7月28日       |
| FILE.18 |          | 蛋糕與牛排，命運的抉擇！       | 玉井☆豪    | 近藤信宏 | 佐藤照雄 | 森本浩文                   | 8月4日        |
| FILE.19 |          | 動蕩的心                       | 面出明美   | 河本昇悟 | 淺川智裕 | 渡邊伸弘                   | 8月11日       |
| FILE.20 |          | 交錯的候車亭                   | 佐藤卓哉   | 吉田俊司 | 則座誠   | 齊木                       | 8月18日       |
| FILE.21 |          | 男子漢中嶋，想要不敢說         | 田中哲生   | 近藤信宏 | 清水明   | 德田夢之介                 | 8月25日       |
| FILE.22 |          | 雙人組拆夥!?                   | 面出明美   | 吉田俊司 | 吉田俊司 | 波風立流                   | 9月1日        |
| FILE.23 |          | 墨東署最佳拍檔                 | 面出明美   | 近藤信宏 | 佐藤照雄 | 齊木                       | 9月8日        |
| FILE.24 |          | 各自的路                       | 佐藤卓哉   | 河本昇悟 | 淺川智裕 | 渡邊伸弘                   | 9月15日       |
| FILE.25 |          | 邁向明日的橋樑                 | 面出明美   | 河本昇悟 | 吉田俊司 | 德田夢之介                 | 9月22日       |
| FILE.26 |          | 溫泉，浴衣，告白               | 玉井☆豪    | 近藤信宏 | 清水明   | 中嶋敦子 小島正士 齊藤哲人 | 9月29日       |

#### 播放電視台（第2期）
| 播放地區   | 播放電視台   | 播放日期                | 播放時間（UTC+9）         | 所屬聯播網 | 備註               |
| ---------- | ------------ | ----------------------- | ------------------------- | ---------- | ------------------ |
| 關東廣域圈 | 東京放送     | 2001年4月7日－9月29日   | 星期六 17時30分－18時00分 | TBS電視網  | 製作局             |
| 近畿廣域圈 | 每日放送     | 2001年4月7日－9月29日   | 星期六 17時30分－18時00分 | TBS電視網  | 製作委員會方式參加 |
| 北海道     | 北海道放送   | 2001年4月14日－10月6日  | 星期六 17時00分－17時30分 | TBS電視網  | 晚7天首播          |
| 石川縣     | 北陸放送     | 2001年4月15日－10月7日  | 星期日 6時00分－6時30分   | TBS電視網  |                    |
| 福島縣     | TVU福島      | 2001年4月19日－10月11日 | 星期四 24時50分－25時20分 | TBS電視網  |                    |
| 中京廣域圈 | 中部日本放送 | 2001年4月19日－10月11日 | 星期四 25時55分－26時25分 | TBS電視網  | 製作委員會方式參加 |
| 靜岡縣     | 靜岡放送     | 2001年4月21日－10月13日 | 星期五 26時15分－26時45分 | TBS電視網  |                    |
| 日本全國   | Kids Station | 2004年4月1日－9月23日   | 星期四 24時00分－24時30分 | CS放送     | 有重播             |
| 日本全國   | TBS頻道      |                         |                           | CS放送     | 有重播             |

### 特別篇2
《YOU'RE UNDER ARREST ～逮捕令～》。2002年3月在「TBS春假動畫節期」時段首播，片長30分鐘。
故事內容描寫過本夏實和小早川美幸她們2人調到美國的警察局之後，接二連三遇到跟以前在墨東暑長相一模一樣的警察同事。

#### 製作人員（特別篇2）
- 導演、分鏡：河本昇悟
- 編劇：玉井☆豪
- 演出：古川政美
- 美術監督：坂本信人
- 音響監督：鶴岡陽太
- 音樂：大谷幸、岩崎文紀（工作人員表未記載）
- 製作：TBS、逮捕令製作委員會

#### 登場人物與配音員（特別篇2）
除了過本夏實和小早川美幸這2位主角之外。
- 課長：政宗一成
- （中嶋）：島田敏
- （二階堂子）：小櫻悅子
- （葵葉）：松本梨香
- （東海林司）：關智一
- （佐賀沙織）：飯塚雅弓

#### 主題歌（特別篇2）
片頭曲「Special Day」
作詞：松崎祐子，作曲：Little Voice，編曲：山下勇太，主唱：Tokyo Police Woman Duo（本夏實（CV：玉川紗己子）、小早川美幸（CV：平松晶子））
片尾曲「Promise」
作詞：橫山武，作曲：Little Voice，編曲：N∧T，主唱：福井麻利子

### 第3期
《逮捕令 全速前進》。2007年10月至2008年3月在TBS系列、BS放送及CS放送首播。全23話+特別篇1話。還有，該季也是《逮捕令》系列第一次在深夜動畫時段播出。
至於畫風與色彩雖然延續了前作電視動畫的設定，但是與前作電視動畫則有些許不一樣的變化。

#### 製作人員（第3期）
- 導演：大畑晃一（日语：大畑晃一）
- 劇本統籌：高橋奈津子
- 道具設定：宮脇謙史、森下昇吾、岡戶智凱
- 美術監督：池田繁美
- 色彩指定：松本真司
- 攝影監督：川口正幸
- 剪輯：松村正宏
- 音響監督：秦昌二（日语：はたしょう二）
- 音樂：深澤秀行、
- 製作人：田中豪、仲吉治人、針生雅行、飯嶋浩次、松永裕一
- 協力製作：萬代影視、講談社、STUDIO DEEN、Movic（日语：ムービック）
- 製作：墨東署交通課、TBS

### 登場人物與配音員（第3期）

#### 墨東署署員（除主要人物之外）
- 1話 白鷹隊員：大原崇
- 3話 女警官：早坂愛（日语：早坂愛）、高本惠
- 4話 女性警官：後藤麻衣
- 5話 鑑識人員：小林和矢（日语：小林和矢）
- 6話 女性警官：庄司宇芽香、Yurin（日语：ゆりん）
- 8話 少年課職員：越田直樹
- 11話 眼鏡橋：寺島拓篤、鮫島：越田直樹、女性警官：森谷惠利（日语：タルタエリ）、秋山香織（日语：あきやまかおる）
- 11話 眼鏡橋：寺島拓篤、鮫島：安元洋貴、女性警官：早坂愛、刑事：飯田浩志（日语：飯田浩志）、福松進紗（日语：ふくまつ進紗）
- 17話 女性警官（金子留理子）：小野涼子

#### 各話登場人物與配音員
第1話
- 蘭蒂：渡邊久美子
- 男1：伊丸岡篤、安元洋貴
- 女性隊員：松山由紀子
- 女性：大浦冬華
- 女子廣播：早坂愛（日语：早坂愛）
- 男性隊員：園部好德（日语：園部好徳）

第2話
- 蘭蒂：渡邊久美子
- 伊狩寅之助：秋元羊介
- 秘書：楠見尚己（日语：楠見尚己）
- 律師：千葉進步
- 蘭蒂的母親：中尾衣里
- 店員：早坂愛（日语：早坂愛）

第3話
- 安地斯神鷹虎：江川大輔（日语：江川大輔）
- 黃金屋女孩：藤村步
- 黄金屋屋主：佐佐木大輔
- 男：中村悠一、寺島拓篤

第4話
- 由香里：喜多村英梨
- 接線員：松山由紀子
- 男：大原崇

第5話
- 車上妨害男子：廣瀨正志
- 母親：柚木涼香
- 雄太：青木沙耶香
- 店主：川原慶久
- 大嬸：松島榮利子

第6話
- 宇多村慎之助：立木文彥
- 宇多村的太太：瀧澤久美子
- 男：寺島拓篤、大原崇

第7話
- 計程車男子：高木涉
- 男：中村悠一
- 女性乘客：水澤史繪
- 司機：川原慶久
- 男：大原崇

第8話
- 走子：小島和子（日语：こじまかずこ）
- 走子的奶奶：澤田敏子（日语：沢田敏子）
- 老奶奶：織田芙實（日语：織田芙実）

第9話
- 占卜師：折笠愛
- 矢野：高城元氣
- 內田：代永翼
- 老師：寺島拓篤
- 女學生：早坂愛（日语：早坂愛）
- 男：安元洋貴

第10話
- 蘇博士：成田劍
- 職員：上田祐司
- 研究員：草尾毅
- 作業員：川原慶久
- 係員：越田直樹
- 廣播：阿久津加菜（日语：阿久津加菜）

第11話
- 司機：川原慶久

第13話
- 店長：高木涉
- 店員：中村悠一

第14話
- 飼主：鍋井真紀子（日语：鍋井まき子）
- 記者：田代有紀（日语：田代有紀）
- 男：野島裕史、寺島拓篤、安元洋貴

第15話
- 監督：關俊彥

第16話
- 一輝：水澤史繪
- 修二：青木沙耶香
- 小百合：愛衣

第17話
- 蜘蛛：谷山紀章

第18話
- 少年：吉野裕行、寺島拓篤、代永翼
- 店長：福松進紗（日语：ふくまつ進紗）

第20話
- 少女：植田佳奈
- 須藤：岡本信彥
- 母親：鍋井真紀子（日语：鍋井まき子）

第23話
- ：石田彰

第24話
- 高野香織：戶松遙
- 藤枝櫻：花澤香菜
- 蘭蒂：渡邊久美子

#### 主題歌（第3期）
片頭曲
作詞、主唱：AA-CHINO，作曲：永野椎菜 (TWO-MIX) ，編曲：鈴木Daichi秀行
片尾曲
作詞、作曲、主唱：石川智晶，編曲：
插入歌「LOVE SOMEBODY」（第22話）
作詞：橫山武，作曲、作曲：H∧L，主唱：福井麻利子

#### 各話列表（第3期）
第24話為DVD原創。2007年7月4日後來在Kids Station首播。
| 話數 | 日文標題 | 中文標題               | 編劇       | 分鏡                | 演出              | 作畫監督                                                          | 機械作監                          |
| ---- | -------- | ---------------------- | ---------- | ------------------- | ----------------- | ----------------------------------------------------------------- | --------------------------------- |
| 1    |          | 狂奔的序曲             | 高橋奈津子 | 大畑晃一 住吉亞蘭   | 吉田俊司 則座誠   | 森本浩文、龜谷響子 鈴木彩子、小谷杏子 清水貴子、清水祐實 山崎輝彥 | 小原涉平 岡戶智凱 小松英司        |
| 2    |          | 小小的武士             | 高橋奈津子 | 大橋譽志光 大畑晃一 | 筑紫大介          | 小谷杏子                                                          | 小原涉平 岡戶智凱 小松英司        |
| 3    |          | 豪腕！違規停車的摔角手 | 高橋奈津子 | 康村諒              | 內山真奈          | 服部憲知                                                          | 岡戶智凱                          |
| 4    |          | 墨東署爬蟲動物的恐慌   | 山口伸明   | 伴山人              | 小坂春女          | 奈良岡光                                                          | 才木康寬                          |
| 5    |          | 困在車中的嬰孩         | 時田廣子   | 森健                | 淺見松雄          | 山崎輝彥、杉本光司                                                | 飯塚正則                          |
| 6    |          | 葵雙葉要回復男兒身!?   | 柿原優子   | 池田重隆            | 池田重隆          | 森木浩文                                                          | 小原涉平                          |
| 7    |          | 追捕深夜的謎之計程車   | 平見瞠     | 大畑晃一            | 吉田俊司          | 清水祐實                                                          | 才木康寬 小原涉平                 |
| 8    |          | 課長與少女去郊遊       | 吉田玲子   | 小坂春女            | 則座誠            | 鈴木彩子、森本浩文                                                | 岡戶智凱                          |
| 9    |          | 二階堂賴子的春天       | 柿原優子   | 伴山人              | 筑紫大介          | 龜谷響子、森本浩文 服部憲知                                       | 才木康寬                          |
| 10   |          | 超級機械人夏實？       | 高橋奈津子 | 大畑晃一            | 松本佳久          | 杉本光司                                                          | 菊池政芳                          |
| 11   |          | 世上最重要的你         | 山口伸明   | 小坂春女            | 小坂春女          | 服部憲知、山崎輝彥                                                | 夏月洸                            |
| 12   |          | 決戰！刑事課VS交通課   | 時田廣子   | 鈴木芳成            | 內山真奈 則座誠   | 森本浩文                                                          | 小原涉平                          |
| 13   |          | 被詛咒的垃圾場         | 山口伸明   | 大畑晃一            | 吉田俊司          | 小谷杏子、森本浩文                                                | 岡戶智凱                          |
| 14   |          | 二千個嫌疑犯           | 本田雅也   | 森健                | 筑紫大介 小坂春女 | 鈴木彩子、山崎輝彥                                                | 才木康寬 岡戶智凱                 |
| 15   |          | 激戰！墨東署的24小時   | 山口伸明   | 大畑晃一            | 松本佳久          | 杉本光司                                                          | 菊池政芳                          |
| 16   |          | 猴子、蘑菇、計時炸彈   | 加藤陽一   | 伴山人              | 小坂春女          | 服部憲知                                                          | 小原涉平                          |
| 17   |          | 生病時也是力大無窮啊！ | 加藤陽一   | 森健                | 則座誠            | 山崎輝彥、森木浩文                                                | 岡戶智凱                          |
| 18   |          | 在海灘裡的罪犯         | 柿原優子   | 後藤圭二            | 內山真奈          | 森木浩文                                                          | 才木康寬 岡戶智凱                 |
| 19   |          | 不能取代的伙伴         | 本田雅也   | 新留俊哉            | 吉田俊司          | 服部憲知、小野和寬                                                | 小原涉平 岡戶智凱                 |
| 20   |          | 墨東純情忌憚           | 時田廣子   | 大畑晃一 小坂春女   | 松本佳久          | 杉本光司                                                          | 菊池政芳                          |
| 21   |          | 追擊！紅色幻影         | 高橋奈津子 | 名村英敏            | 小坂春女          | 山崎輝彥、鈴木彩子                                                | 小原涉平 岡戶智凱 才木康寬 夏月洸 |
| 22   |          | 命運的引擎             | 高橋奈津子 | 大畑晃一            | 則座誠            | 森本浩文                                                          | 小原涉平 岡戶智凱 夏月洸          |
| 23   |          | 更多的拘捕令           | 山口伸明   | 森健                | 筑紫大介 內山真奈 | 山崎輝彥、服部憲知                                                | 小原涉平 岡戶智凱                 |
| 24   |          | 我們的所在             | 柿原優子   | 大畑晃一            | 小坂春女          | 森本浩文、服部憲知                                                | －                                |

#### 播放電視台（第3期）
該作動畫播出之後曾在深夜1時55分時段動畫中創下4.0%（Video Research關東地區的調查）的收視率。
 日本深夜動畫：下文記載的日本国内播放時間使用日本標準時間（UTC+9）表示。因為部分時間标识會採用30小时制，因此請留意这类超过24:00的时间，其實際播放時間為翌日清晨。
| 播放地區   | 播放電視台   | 播放日期                     | 播放時間（UTC+9）             | 所屬聯播網     | 備註   |
| ---------- | ------------ | ---------------------------- | ----------------------------- | -------------- | ------ |
| 關東廣域圈 | 東京放送     | 2007年10月4日－2008年3月27日 | 星期四 25時25分－25時55分     | TBS電視網      | 製作局 |
| 日本全國   | BS-i         | 2007年10月25日－2008年4月3日 | 星期四 24時30分－25時00分     | TBS系列 BS放送 | －     |
| 日本全國   | Kids Station | 2008年9月17日－10月17日      | 星期一至五 13時30分－14時00分 | CS放送         | 有重播 |

## 劇場版
《逮捕令 the MOVIE》。1999年4月24日上映，東映配給。後來2000年12月在TBS電視台播放再剪輯版（縮減到1小時半內）。在台灣，此片曾在AXN播放。2007年11月23日發行高畫質再製內容的DVD，2010年7月23日發行藍光版。

### 故事簡介（劇場版）
美幸和夏實分別完成一年的研修重返墨東署。跟著，區內接連發生多宗案件。先有葵雙葉和賴子發現一批數量龐大的鎗械，繼而發生交通號誌燈神秘故障以及電話線不通的意外。後來，眾人在一次搗破走私鎗械交易的行動中發現一隻光碟，可是，其中的資料卻無法開啟。那時候，一名神秘人致電墨東署他在隅田河的橋上放置了炸彈……！

### 製作人員（劇場版）
- 導演：西村純二
- 編劇：十川誠志
- 演出：守岡博
- 作畫監督：中嶋敦子
- 機械作畫監督：水村良男
- 美術監督：吉原俊一郎（日语：吉原俊一郎）
- 攝影監督：吉田光伸
- 音響監督：鶴岡陽太
- 色彩設計：
- 剪輯：坂本雅紀
- 音樂：川井憲次
- 製作人：源生哲雄、松本健、野口和紀
- 製作：TBS、萬代影視、東映、STUDIO DEEN
- 配給：東映

### 劇場版登場人物與配音員
主要登場人物的配音員與電視動畫、OVA版相同。
- 柄本正：佐古正人（日语：佐古正人）
- 杉原刑事：相澤正輝
- 家壽田美苗：中村千繪
- 松田容子：柊美冬（日语：柊美冬）
- 森田桂子：小川智子（日语：小川智代）
- 田中夏代：大原沙耶香
- 石井惠美子：萩原惠美子
- 柴犬運輸駕駛員：緒方賢一、室園丈裕

### 主題歌（劇場版）
「CALLING」
作詞：前田貴弘，作曲、編曲：原一博，主唱：NITRO（優香、吉井怜、堀越紀、唐澤美帆）

## 腳註

## 外部連結
- TBS電視台《逮捕令 全速前進》公式官網 （页面存档备份，存于） （日語）
- STUDIO DEEN官方網站的作品介紹 （日語）
- TMSUL公式官網 機器人開發史 （日語）
- ASCII24 TMSUL研發製造大型機器人發表 （页面存档备份，存于） （日語）（2000年11月24日）
- 萬代頻道官方網站 （日語）